# ニュースセンター9時
『ニュースセンター9時』（ニュースセンターくじ）は、1974年4月1日から1988年4月1日まで平日 21時 - 21時40分 （JST、開始以来不変）にNHK総合テレビジョンで放送された報道番組。
後期では、英語の『NEWS CENTER 9』の頭文字から引用した『NC9』（エヌ・シー・ナイン）という略称が広く浸透した。

## 概要
平日午後9時からの40分間という、民放各局がバラエティやドラマなどを放送するゴールデンタイムの時間帯に、あえて今日一日を振り返る番組として、1974年4月に放送を開始した。

### 番組前史
きっかけは1966年暮れ、報道局次長の堀四志男が、編集部主幹の秋山頼吉に「夜のワイドニュースショーの新設を検討するように」と、指示をした。
1962年から4年間ロンドン支局長をしていた堀は、イギリスのニュース番組を見ていて「もっと一般視聴者にアピールするテレビの特色を生かした、わかりやすいニュースショーを作りたい」と感じていた。さらに、イギリス人の記者が発した「国も組織も人間も、志がないと滅びる」という言葉が堀の心に引っかかっていた。
そのため、ポイントとしては「組織に風穴を開ける」ことだったが、「記者・ディレクター・整理部といった組織の壁を超えた、いわば、プロジェクトチームの体制でニュース番組の制作をしてほしい」、その上で「互いに技と能力を競い合い、炎と化した情熱が画面に伝わるような志の高い番組を作れ」と、堀は叱咤激励をした。
早速、それぞれの部署から35歳前後の中堅が集まって検討委員会が作られ、1966年から1967年までの間に10数回の会議が行われた。当時の東京・内幸町の303スタジオが会議室になったことから、ひそかに「ニュースセンター303」プロジェクトと名付けられるようになった。
1967年9月、委員会は「ニュースショーに関する一考察」という報告書を作成し、それをもとに、1968年4月開始を想定した「斬新な手法と親しみやすさを工夫した」テスト版を制作した。このテスト版で、メインキャスターにはNHK解説委員室の岡村和夫が、サブキャスターにアナウンサーの西沢祥平が起用された。
しかし、1967年暮れにこのプロジェクトは取りやめとなった。原因は当時のNHK会長・前田義徳に了解してもらえなかったためだった。堀は前田が1回目のテスト版が気に入らなかったと考え、作り直しをしたうえで、「今やテレビの特性や迫力を十分に生かす時代がきています。したがってニュースの伝え手は単なるトーキングマシーンではダメです。編集者であり、司会者であり、アナウンサーでもあるという三役をこなす必要があるんです」と再度了解を求めたが、前田は「テレビやラジオは、確かに伝達手段として迫力があり、速報性にも優れている。しかし、それにはそれにふさわしい内容のニュースを取る訓練、教育がきちんとしてなきゃいかん。もとのニュースがしっかりしていないのに、伝達機関や機能だけが効果的で、力を持ったらどうなる。まずは、ニュース自体の取材とその編集に磨きをかけ、それをマスターしてからの話だと思いますね」と指摘。
それを聞いた堀は「前田さんがいる間はこのプロジェクトの実現は無理」と判断し、この「ニュースセンター303」プロジェクトの撤退を決断する。
堀は「内容の問題でなく、テレビに対する考え方、評価の食い違いが原因でしたから、それ以上論争すればケンカになるだけだと思い、引いたんです」と心境を明かす。

### 番組開始の経緯
それから約6年後の1973年9月、放送総局副総局長に就任した堀は、夜9時の大型ニュース番組の実現に向け、ニュースセンター長の反町正喜、ニュースセンター副編集長の梅村耕一、報道番組部長の島桂次に対して指示をしたが、その実現に向けて島がリーダーシップをとることになった。早速、荻野吉和、多湖實之、田辺昌雄らの報道・整理の担当部長に対して、島が「夜の9時台に新しいスタイルのニュースをやる。テレビは新聞を追っかけるばかりで、本当のテレビらしいテレビニュースを作っていない。テレビ的な表現をふんだんに入れた本格的なワイドニュース番組を1974年4月からスタートさせる。これは本気だからな」と言った。しかし、この番組の基本構想はすでに6年前の「ニュースセンター303」プロジェクトの時にできていた。
実は、のちにこのプロジェクトの編集長を務める梅村は1971年に仙台から報道局次長に戻り、その後は記者やディレクターに対して、「俺でさえも眠ってしまうようなつまらないニュースをいつまで作っているんだ。少しは頭を使え」「お前ら、おかしいんじゃないのか。なんでニュースはいつも、政、経、社の順番じゃなきゃいかんのだ。新聞だったら自分の好きなページから読めるが、テレビの場合はそんなことはできないだろう。だったら、世間の関心の高いニュースから出していくのが当たり前だろう」「頭を切り替える」ことをことあるごとに説いていた。
また、1973年10月末、梅村と島は外信担当部長の磯村尚徳に対して「この番組のキャスターを引き受けてくれ」とお願いをしたが、磯村は「えっ、私に“トーキングマシン”をやれ、ということですか」と反応を見せたが、島は「いやいや、そうじゃない。今までのニュースとはまったく違う番組にするし、組織も新しく作る。君はキャスターであってNHKの顔としてニュースを仕切ってもらうつもりなんだ」と話すと、磯村は「じゃあ、私にニュースの編集権を持たせてくれるんですね」と言った。堀も、「磯村の思う通りに番組を任せてよい。編集権も与える。失敗したら万骨がかれ、自分が責任を取る。これはニュース改革の勝負なんだ」と考えていた。
こうして編集責任の分担は、編集責任者に整理部の田辺昌雄、整理部で社会部記者だった勝部領樹、番組部から多湖實之の3人が当たることとなり、3人のうちの1人がその日の編集責任者となって、もう1人がサブ・デスクに回る、そして、そのサブ・デスクが翌日のデスクを務めるというローテーションとなった。なお、最終責任は磯村を加えた4人の会議でもって磯村が責任を負うということになった。
また、ニュースセンターが優先利用できるよう、各局共有で使っていた機材を専用機材として確保していく一方で、組織の方も報道局内に「NC9・プロジェクトチーム」を設け、ディレクター・記者を集め、70人が独自のニュース構成と映像つくりに挑むこととなった。
これは、当時主戦場だった「7時のニュース」に対抗するためのものだったが、チーム内には「7時のニュース」を正統にして育った報道局員がいたため、島は「協力しない奴ははずす」とはっぱをかけていた。また、記者集団とディレクター集団の融和を進めるにも苦労があった。「NC9」では報道番組部第1班担当で、のちの報道番組部長の荻野吉和は番組の制作畑を歩んできたが、当時の社会部長の梅村に対して怒鳴り込んだことがあった。その荻野は「お前のところはヤクザを飼ってんのか、って言ったんです。ところが、それが梅村さんに認められたようなフシがありましてね。『NC9』では梅村さんの下で各報道グループの取りまとめ役のようなことを、気持ちよくやらせてもらえました」と話している。
そうした中で、「番組派」の集団は音と映像をフルに活かしたニュース番組が作れると張り切っていたが、記者集団は、まず事実の取材にあって、映像は付録のようなものという感覚が抜けきっていなかった。このような中でディレクターたちの支えになったのは、のちにディレクター出身の報道局長に就く反町であった。また、記者集団の改革には梅村が当たった。

### 1974年～1981年
1974年4月1日に番組はスタート。テレビの画面にはグレーの背広に幅広のネクタイを結んだ磯村が写っていた。
磯村はカメラに対し、右肩を少し開いて、左の肘をデスクに乗せる体勢でニュースを伝えていたのだが、視聴者から「行儀が悪い」「あのネクタイがいいわ」など生放送中にさまざまな声が電話で寄せられた。中には「無礼だ」という声もあり、スタッフからこの話を聞いた磯村は「視聴者からこんな声がありました。まことに申し訳ございませんでした」と謝罪した。
その初日の視聴率は10%だったのが翌日から急降下、6～9%の間で推移しており、この状態が3、4か月続いた。視聴率上昇のきっかけとなったのは磯村のファッションが女性誌に取り上げられたことだった。そのため、8月ごろになると平均視聴率は8.9パーセントに上がった。
磯村の軽快でわかりやすいニュース解説や「ちょっと、キザですが…」の枕詞は人気を博した。磯村のニュースの伝え方は、原稿を読まず、いわば“しゃべる”ように心がけた。磯村曰く「原稿を読んでいる言葉は、上っ面だけが飛んでいくような感じがした」という。そこで、4.5センチ平方のメモ用紙にキーワードを書き、それを見ながら伝えていった。例として「政府は今日の閣議で、老齢厚生年金の二割増額を決めました」というニュース原稿があるとして「お年寄りのみなさん、政府は今日の閣議で、年金を二割増やすことにしました」という風に伝えていった。これについてはニュースの出稿者から、レベルの低い原稿のように聞こえていたという。
また、長嶋茂雄の引退試合の日、試合後すぐNHKに招いたり、今では当たり前となったぶら下がり取材やナレーションが一切なく8分間も映像と音だけで作り上げた「帰ってきた小野田寛郎さん」ドキュメント、1974年10月初めにアメリカの3大ネットNBCが撮影した映像を当番組が拝借し、その日の放送で初めて国民の目にさらされた「田中金脈問題」など、多くの試みを行っている。
結果、それまでの政治・経済・社会という放送順序の意識的な排除、話し言葉で伝えるスタイル、ニュース映像の価値の向上など、ニュース番組への貢献は大きい。
キャスターに外国駐在の経験者が多く、サミット取材も欠かさなかった。小浜維人キャスターの担当時まで、進行アシスタントとしてアナウンサーも出演していた。
また、それ以前のニュース番組ではほとんど扱われることがなかった文化や芸能の話題も取り上げ、放送開始直後の1974年には宝塚歌劇団の『ベルサイユのばら』公演が大ヒットした要因を取材した。

### 1982年～番組終了
1982年、これまでワシントン支局の特派員を務めていた木村太郎をメインに迎え、パートナーに番組契約のキャスターとして宮崎緑が起用された。これまで女性は気象情報担当の契約アナウンサーが担当していたが、宮崎が番組全体の進行に携わる女性キャスターとして起用するようになった。気象キャスターは当初2年間は専属が不在だったため宮崎が実質兼任していたが、のちに日本気象協会職員にその役を移した。
木村・宮崎両キャスターのイメージや得意分野を活かし、分野ごとにどちらが伝えるかを決めていた。一例として科学技術分野は理系の宮崎が伝える、という格好だが、木村もコンピューターテクノロジーに詳しい。
1983年からは、スタジオをCT-510スタジオへ移動し、近代的なスタイルに一新。放送上のタイトルも「NC9」となった。スタジオセットに関しては、それまで番組開始以来、キャスターの背後にクロマキー合成用の大きな青色の壁が置かれたセットを用いてきたが、当時イギリスやアメリカで既に一般化していた「ワーキング・スタジオ」の考え方を取り入れ、スタジオを巨大な「番組制作ルーム」と見立てたレイアウトに変更した。具体的にはキャスターの背後に約20台のビデオモニターを設置し、VTR編集用機材、翻訳字幕を付加するためのワードプロセッサーのほか為替や株式市況、プロ野球の結果を表示するパーソナルコンピュータや、国内外の最新ニュースが入電するファクシミリ、テレックス、さらに一般電話機、コピー機などが配置され、番組として生放送されている以外の時間帯には、これらスタジオ内に配置した機材を使い、番組制作の準備などが行われていたという。1984年4月からは、セットを全面的に改修した上で、他の番組（『NHKニュースワイド』、『きょうのスポーツとニュース』、『サンデースポーツ』など）でも、同じスタジオから番組が放送された。
1988年4月1日に番組が終了。14年の放送に幕を閉じた。最終回には初代キャスターの磯村や末常が出演し、番組を振り返った（勝部・小浜はVTR出演）。1988年4月4日からは、平野次郎をメインキャスター（アンカーマン）に据えた『NHKニュースTODAY』にそのバトンを渡した。なお、最終回エンディングには平野も顔を出して抱負を述べた他、最終回の終了直後に『TODAY』の打ち合わせや取材・パイロット版制作の模様を映した予告番組を放送した。番組終了後、木村はNHKを退職し、個人事務所を設立。アメリカ大統領選挙の取材を皮切りにフジテレビの専属契約のニュースキャスター・コメンテーターへ転身（2013年3月まで）。宮崎は、土曜日の『NHKモーニングワイド』のキャスターを1988年4月9日から12月24日まで担当したほか、テレビ朝日を中心に民放テレビ局でキャスターを務めた。
当番組は祝日や年末年始（概ね12月29日から1月3日）は番組を休止し、代替として10分程度の『NHKニュース』を放送していた。また、重大なニュースがあった場合には「ニュースセンター特集」と題して放送時間を拡大する場合、あるいは19時30分か20時から『NHK特集』のタイトルのまま本番組のスタジオからキャスターが担当があった。この場合単なる時間拡大の時もあれば、三原山噴火時などの際は『NHK特集』の枠で別枠扱いで放送してから、通常通り当番組を放送する予定が開始直前に急遽枠を統合して「ニュースセンター特集」としての時間拡大に変更されたケースもあった。

## オープニングの変遷
- 1974年（昭和49年）4月1日 - 6月30日
午後9時を示すアナログ時計がブラックバックで映し出され、時報（通常の時報とは異なり、ピアノの重厚な音を使用）と同時にスタジオ副調整室の生放送の映像に切り替わり、一文字ずつ「ニュースセンター」と表示、7セグメントデジタル風に「9」の文字が大写しされ、その横に「時」と表示された後、その日のヘッドラインの写真を映した。
- 1974年（昭和49年）7月1日 - 1976年（昭和51年）3月 
音楽：大野雄二
時報の音が消え、BGMも明るいものに変更。副調整室バックだった映像がブルーバックになり、ロゴの色も白からクリーム色に変更された（冒頭のブラックバックにアナログ時計、一文字ずつ出るロゴのアニメーションは変わらず）。
- 1976年（昭和51年）4月1日 - 1977年（昭和52年）3月30日
音楽：大野雄二
9の文字をかたどったセット。上の空洞部分にアナログ時計があり、午後9時を指そうとする。そして9時になるとカメラを引いて、セットに併記してあった「ニュースセンター9時（9はセットをそのまま使った）」の題名を表示。さらに空洞部分の時計がアップになり、クロマキーでその日のトップ項目（あるいは注目ニュースヘッドライン、または収録スタジオの風景）の映像が写された。2代目のBGMが使用されたが、マイナーチェンジされて音がクリアになり、一部メロディも変更となった。
- 1977年（昭和52年）4月2日 - 1978年（昭和53年）3月31日
音楽：三枝成彰
9の文字をかたどったセットであるが、背景が若干変わっている。上の空洞部分にアナログ時計があり、午後9時を指そうとする。そして9時になるとカメラを引いて、セット全体が映し出され、テロップで「ニュースセンター9時」の題名を表示。さらに空洞部分の時計がアップになり、クロマキーでその日のトップ項目（あるいは注目ニュースヘッドライン、または収録スタジオの風景）の映像が写された。
- 1978年（昭和53年）4月3日 - 1979年（昭和54年）3月30日
2・3代目と同じく9の文字をかたどったセット。上の空洞部分にアナログ時計があり、午後9時を指そうとする。そして9時になるとテロップで「ニュースセンター9時」と表示され、時計がアップになるとクロマキーでその日のトップ項目（あるいは注目ニュースヘッドライン、または収録スタジオの風景）の映像が写された。
- 1979年（昭和54年）4月2日 - 9月28日 
音楽：Jet Pulse（柏木玲子(電子オルガン)）
ブラックバックにスキャニメイトを使用したアニメーション。9時になった時点で「NC9」のオレンジ文字群が画面左上にあるブラックホールから回転して登場。最終的にデジタル調青縁取りの「9」の文字が右に大きく写った後、デジタル調オレンジ縁取りの「ニュースセンター」「時」が付け加えられ「ニュースセンター9時」のタイトルが完成。その後、ヘッドライン2 - 3項目に続いて、スタジオ全景をバックに放送日のテロップを出し、司会者の挨拶でニュースが始まる。
- 1979年（昭和54年）10月1日 - 1982年（昭和57年）4月2日
テロップを活用したアニメーションで、バックは紺色。アナログ時計が9時を示す様子を再現し、それを9の文字で包み込むように小さくなり、略称の「NC9」がオレンジ→白で表示される。その後、「NC9」の文字が残像を描きながら画面中央にいったん倒れた後、「ニュースセンター9時」の文字が画面中央から反転して登場し、白→オレンジの文字で残像を描きながら画面下に写される。
- 1982年（昭和57年）4月5日 - 1983年（昭和58年）3月31日
コンピュータグラフィックスで、紺色のバック。「NC9」のロゴが手前から奥に光を発しながら登場。その後、「9」だけを残し、バックが黒くなってオレンジの立体ロゴが手前から現れ、最後に「ニュースセンター9時」として表示される。
- 1983年（昭和58年）4月3日 - 1988年（昭和63年）4月1日
音楽：喜多郎
コンピュータグラフィックス。正式番組名の「ニュースセンター9時」の字幕は一切出ず、まず「NC9」の文字を紺色バック・金色文字で写し、Cのところが玉のようなものになっている。その後、青緑色に変わりNは内側、9は外側に倒れ、9のところから玉がアップになり、水溜りのような視覚を見せた後、再び「NC9」の文字がズームアップされ、最後に紺色の水晶玉に「NC9」、外側にこれを逆さまにしたタイトルが出る。

## 歴代キャスター
| 期間      | 期間      | メインキャスター  | スポーツ   | 天気       | 天気       |
| 期間      | 期間      | メインキャスター  | スポーツ   | 月 - 水    | 木・金     |
| --------- | --------- | ----------------- | ---------- | ---------- | ---------- |
| 1974.4.1  | 1976.3.31 | 磯村尚徳          | 福島幸雄   | 森田由紀子 | 森田由紀子 |
| 1976.4.1  | 1977.3.30 | 磯村尚徳          | 福島幸雄   | 斎藤恵子   | 斎藤恵子   |
| 1977.4.02 | 1978.3.31 | 勝部領樹 末常尚志 | 福島幸雄   | 若月純子   | 若月純子   |
| 1978.4.03 | 1979.3.30 | 勝部領樹 末常尚志 | 福島幸雄   | 古川小夜子 | 古川小夜子 |
| 1979.4.02 | 1980.4.4  | 小浜維人          | 羽佐間正雄 | 野田和美   | 野田和美   |
| 1980.4.7  | 1981.4.2  | 小浜維人          | 羽佐間正雄 | 友杉祐子   | 友杉祐子   |
| 1981.4.5  | 1982.4.2  | 小浜維人          | 草野仁     | 友杉祐子   | 友杉祐子   |
| 1982.4.5  | 1983.3.31 | 木村太郎 宮崎緑   | 草野仁     | （不在）   | （不在）   |
| 1983.4.3  | 1984.3.29 | 木村太郎 宮崎緑   | （不在）   | （不在）   | （不在）   |
| 1984.4.1  | 1985.3.28 | 木村太郎 宮崎緑   | （不在）   | 倉嶋厚     | 倉嶋厚     |
| 1985.3.30 | 1988.4.1  | 木村太郎 宮崎緑   | （不在）   | 倉嶋厚     | 山下洋     |

## 備考
- 関東向けのニュース番組は1993年まで「ニュースセンター」の名称を使用していた。
  - ニュースセンター640、ニュースセンター630（現在の首都圏ネットワーク）
  - ニュースセンター850、ニュースセンター845（現在の首都圏ニュース845）
  - ニュースセンター首都圏（現在のひるまえ ほっと）
- 朝日放送（ABC）社員だった岡村黎明は著書『テレビは変わる』(岩波ジュニア新書、絶版)で、民放こそ親しみのあるニュースが必要なのに先を越されたという意味で、当番組を見て民放はしまったと思った、という趣旨のことを書いている。
- また、1981年12月3日に韓国・文化放送（MBC）の『MBCニュースデスク』の開局20周年特集内で、フジテレビジョン『FNNニュースレポート6:00』とともに日本を代表するニュース番組として紹介され、当番組からは当時の総合司会者であった小浜がインタビューを受けた。なお『FNN-』代表でインタビューを受けたのは左記番組の当時の総合司会であった山川千秋（フジテレビ報道部ニュースデスク）である。